# Kujkang
Kujkang (egyszerűsített kínai írással: 贵港, pinjin: Guìgǎng) prefektúra szintű város Kínában, Kuanghszi-Csuang Autonóm Terület tartományban. Lakosainak száma 4 316 262 fő (2020).

## Népesség
| 2018 | 4 409 200 |
| 2020 | 4 316 262 |

## Testvérvárosok
- City of Wanneroo